# Света Троица (Мадисън)
„Света Троица“ (на английски: Holy Trinity Bulgarian Eastern Orthodox Church) е българска православна църква в град Мадисън, Илинойс, Съединените американски щати. Църквата е подчинена на Българската източноправославна епархия в САЩ, Канада и Австралия.

## Местоположение
Църквата е разположена на улица „Гранд Авеню“ № 1300, почти на границата между Мадисън и Гранит Сити.

## История
Българската църковна община в Мадисън, Илинойс, е първата и най-старата българска източноправославна църква в Америка. Първото българско православно църковно настоятелство в Медисън е създадено в 1906 година. За построяването на църква е закупен парцел от 100 фута на „Мадисън Авеню“ между „13-та“ и „14-та улица“ е закупен и през пролетта на 1907 година започва изграждането на църква. Голямата финансова паника от септември 1907 година и последвалата тежка депресия, отлагат завършването на църквата. Загубени са повече от 10 000 инвестирани долара. Старата сграда първоначално е е използвана като склад, а по-късно е разрушена.
В края на 1907 година Светият синод на Българската екзархия изпраща йеромонах Теофилакт в Гранит Сити и Мадисън, за да помогне организациите на църковни общини. Съществуващото църковно настоятелство в Мадисън започва да планира нова енорийска църква. В Линкълн Плейс, квартал на Гранит Сити, е създадено църковно настоятелство и в резултат на 14 септември 1909 година е открита малката енорийска църква „Св. св. Кирил и Методий“ с антиминси от Светия синод. В края на следващата 1910 година на ъгъла на „Гранд Авеню“ и „13-та улица“ е завършена втората църква „Света Троица“ в Мадисън. Отец Теофилакт е енорийски свещеник на „Св. св. Кирил и Методий“, а отец Христо Карабашев на „Света Троица“. По-късно отец Теофилакт е преместен в Стийлтън, Пенсилвания, за да организира енорийската църква там, а отец Карабашев обслужва и двете енории.
В периода 1913 – 1920 година „Св. св. Кирил и Методий“ е предимно затворена, тъй като няма свещеник, който да служи в нея. През 1919 година „Света Троица“ в Мадисън изгаря и всички документи са унищожени. За енорийски свещеник в „Св. св. Кирил и Методий“ е назначен Велко Попов и енориашите в Мадисън и Гранит Сити се черкуват заедно.
На 1 септември 1928 година началникът на Българската православна мисия в Америка протопрезвитер д-р Кръстю Ценов, подпомаган от отец Попов, извърши освещение на основния камък на новата, трета поред българска православна църква „Света Троица“ в Мадисън, на мястото на разрушената църква. В края на 1929 година църквата е завършена и осветена наново с антиминси. През 1933 година двете енории в Мадисън и Гранит Сити имат общ свещеник.
През 1938 година църковното настоятелство се състои от Лазар Палчев (председател), Димитър Рунчев от България (подпредседател), Христо Геров от Дъмбени (касиер), Христо Вещуров от Косинец, Иван Христов от България, Христо Лабаничаров от Смърдеш, Цанко Тонков от България, Наум Евангелов от Апоскеп и Сем базаров от България (съветници), Велко Попов, Тони Денев от България и Б. Джорджев (контролна комисия); епитроп Коста Белчев, увеселителна комисия Милан Гръклянов, Донко Цанев, Никола Стойчев и Сем Бързев.
Към 1946 година, малко след връщането в Съединените щати на епископ Андрей Велички, църквата изпълнява ролята на катедрала на Българската епархия в Америка.
По-късно близката църква „Св. св. Кирил и Методий“ обаче е продедана на арменската конгрегация в Линкълн Плейс и остава единствено енорията „Света Троица“, която обслужва целия метрополен район на Сейнт Луис.
През 1968 – 1969 година енорията закупува сградата на „13-та улица“ и „Мадисън Авеню“. Тя е преустроена и обзаведена и е използвана за енорийски социални събития и става известна с името Зала „Света Троица“. През 1974 – 1975 година енорийската църква е разширена с красива тухлена пристройка. На всички прозорци има красиви витражни икони. Две рисувани икони са в преддверието на църквата – „Исус Христос“ и „Света Богородица“. Иконите на прозорците на пристройката – „Свети Климент Охридски“, „Свети Йоан Рилски“, „Свети Атанасий“, „Свети Василий“, „Свети Наум Охридски“, „Свети Апостол Павел“ и „Свети Апостол Тома“ са изключително красиви. Старата икона на енорията „Света Троица“ е поставена на предната страна на издигнатата камбанария.
През годините след разширяването са направени многобройни подобрения във вътрешността на църквата – ионостасът, царските двери, страничните врати, амвонът и владишкият трон са покрити с мрамор. На бакона е поставена библиотека за книги.